# Ненад Китановић
Ненад Китановић (11. јун 1968) је пољопривредник и политичар у Србији. У Народној скупштини Србије је био од 2012. до 2014. године у посланичкој групи Уједињених региона Србије (УРС).

## Рани живот и каријера
Китановић је рођен у Лесковцу, у тадашњој Социјалистичкој Републици Србији у Социјалистичкој Федеративној Републици Југославији. Касније се преселио у Дољевац и радио са Феникс Стинг д.о.о. као воћар и продавац. Китановић је рекао да је у политику ушао да би унапредио пољопривредну производњу у свом родном крају.

## Политичка каријера
Китановић је освојио шездесету позицију на изборној листи Избор за бољи живот коју је предводила Демократска странка (ДС) на парламентарним изборима у Србији 2012. Није био члан странке, али се кандидовао као независни независни и изабран је када је листа освојила шездесет седам мандата. Потом су формирале владу Српска напредна странка (СНС), Социјалистичка партија Србије (СПС), Уједињени региони Србије и друге странке. У јулу 2012. Китановић је прекинуо везу са ДС-ом да би седео као независни члан посланичке групе УРС. Како се наводи у саопштењу УРС-а, он је променио припадност како би обезбедио да Дољевац и југ Србије добију државну подршку за развој. У каснијем интервјуу, Китановић је за свој одлазак окривио проблеме у комуникацији са врхом ДС. УРС се 2013. повукао из власти и прешао у опозицију.
Китановић је био члан скупштинског одбора за пољопривреду, шумарство и водопривреду и био је члан неформалне „Зелене посланичке групе“. Он се 2013. године жалио на корупцију и малтретирање полиције у Дољевцу.
Китановић је добио четрнаесту позицију на листи УРС-а за парламентарне изборе у Србији 2014. Листа није прешла изборни цензус да би освојила заступљеност у скупштини. Потом се појавио на челу коалиционе листе коју је предводила Партија уједињених пензионера Србије (ПУПС) на општинским изборима у Дољевцу 2018.